# Delta2 Lyrae
Delta2 Lyrae (δ2 Lyr) es una estrella roja, de 4ª magnitud en banda V, situada en la constelación Lyra, aproximadamente a 900 años luz de la  Tierra, en el cúmulo Delta2 Lyrae (Stephenson 1). De tipo espectral M4 II es una estrella gigante roja con una temperatura superficial próxima a los 3 600 kelvins: emite una energía equivalente a la de 10,000 soles, el 90% de la cual cae en la zona infrarroja; medidas directas de su diámetro, combinadas con el paralaje obtenido por la sonda Hipparcos, dan un radio variable de 2.86 a 3.81 el solar.
Es una estrella variable de tipo semirregular cuyo rango, en banda V, oscila entre las magnitudes 4.22 y 4.33: la estrella, con una edad de entre 50 y 100 millones de años, es un astro evolucionado que salió de la secuencia principal y ha quemado rápidamente su combustible: actualmente está en la fase de Gigante Roja.
A una corta distancia se encuentra la estrella azul Delta1 Lyrae (δ1 Lyr), una gigante azul no variable: ambas forman un par abierto muy destacado en el cúmulo estelar por sus brillos y colores opuestos.